# تيموثي بروك (ملحن)
تيموثي بروك (بالإنجليزية: Timothy Brock)‏ هو ملحن أمريكي، ولد في 1963.

## وصلات خارجية
- تيموثي بروك على موقع IMDb (الإنجليزية)
- تيموثي بروك على موقع ميوزك برينز (الإنجليزية)
- تيموثي بروك على موقع قاعدة بيانات الفيلم (الإنجليزية)